# Мартеланж
Мартеланж (на френски: Martelange) е селище в Южна Белгия, окръг Арлон на провинция Люксембург. Населението му е около 1600 души (2006).